# El Naranjo (fornlämning)
El Naranjo är en fornlämning i Guatemala.   Den ligger i departementet Petén, i den nordöstra delen av landet, 300 km norr om huvudstaden Guatemala City. El Naranjo ligger 300 meter över havet.
Terrängen runt El Naranjo är platt åt nordväst, men åt sydost är den kuperad. Runt El Naranjo är det glesbefolkat, med 13 invånare per kvadratkilometer. Närmaste större samhälle är Melchor de Mencos, 13,4 km öster om El Naranjo. I omgivningarna runt El Naranjo växer i huvudsak städsegrön lövskog.